# Eucoptocnemis cyclopea
Eucoptocnemis cyclopea là một loài bướm đêm trong họ Noctuidae.